# Токарев, Дмитрий Степанович
Дми́трий Степа́нович То́карев (1 октября 1902, Оренбургский уезд, Оренбургская губерния — 19 ноября 1993, Владимир) — советский руководитель органов государственной безопасности. Народный комиссар (с 1946 — министр) государственной безопасности Таджикской ССР (1945—1948), министр государственной безопасности Татарской АССР (1948—1953), депутат Верховного Совета СССР 1 и 2 созывов. Генерал-майор (1945).

## Биография
Образование получил в 2-классном училище Министерства народного просвещения в родной деревне, оставил учёбу в 1915. В 1911—1918 батрак, ученик переписчика в волостном правлении. В 1918—1922 делопроизводитель отдела волостного исполкома, районного профсоюзного бюро. В 1922—1924 секретарь Экономического совещания Исполнительного комитета уездного совета в Оренбургской губернии.
В 1924—1927 в пограничных войсках ОГПУ. Член ВКП(б) с 1927. В 1927—1928 курсант Высшей пограничной школы ОГПУ—НКВД. В 1929—1930 уполномоченный 49-го пограничного отряда. В 1930—1933 оперативный уполномоченный Управления пограничной охраны и войск Полномочного представительства ОГПУ по Казахстану. В 1933—1937 помощник начальника 30-го пограничного отряда ОГПУ—НКВД по секретно-оперативной части. В мае-декабре 1937 по линии НКВД в Париже. В 1938 помощник начальника 1-го отделения 3-го отдела ГУГБ НКВД СССР — 1-го управления НКВД СССР, заместитель начальника 3-го отдела 1-го управления НКВД СССР, заместитель начальника следственной части 3-го отдела ГУГБ НКВД СССР. В 1938—1941 временно исполняющий обязанности начальника, начальник Управления НКВД по Калининской области. Один из руководителей операции по «разгрузке» Осташковского лагеря. В 1941—1945 начальник Управления НКГБ—НКВД по Калининской области, участник обороны Калинина.
В 1945—1948 народный комиссар (с 1946 — министр) государственной безопасности Таджикской ССР. В 1948—1953 министр государственной безопасности Татарской АССР. В 1953—1954 начальник 5-го отдела Управления МВД по Владимирской области. С февраля 1954 в запасе. Депутат Верховного Совета СССР 1 и 2 созывов.
В 1991 отставной генерал Д. С. Токарев давал свидетельские показания по возбуждённому в связи с Катынским расстрелом уголовному делу. В 1992 давал показания Военной прокуратуре о подготовке и проведении массового расстрела военнопленных из Осташковского лагеря.
Умер 19 ноября 1993 года во Владимире. Похоронен на Улыбышевском кладбище (участок 45).

## Звания
- капитан, 11.04.1936;
- полковник (произведён из капитана), 23.12.1938;
- майор государственной безопасности, 14.03.1940;
- комиссар государственной безопасности, 14.02.1943;
- генерал-майор, 09.07.1945.

## Награды
- орден Ленина
- 2 ордена Красного Знамени (20.09.1943, 03.11.1944)
- 2 ордена Трудового Красного Знамени (24.02.1948, 24.06.1950)
- Орден «Знак Почёта» (26.04.1940)
- Орден Отечественной войны 2 степени (30.11.1946)
- 4 медали
- знак «Почётный работник ВЧК—ГПУ (XV)» (13.06.1934)

## Киновоплощение
В фильме «Прощаться не будем» (2018) режиссёра Павла Дроздова роль Токарева исполнил актёр Артур Ваха.